# Bataille de Rouans
Guerre de Vendée
Batailles
La bataille de Rouans se déroule le 25 novembre 1793 lors de la guerre de Vendée.

## Déroulement
Le 25 novembre 1793, sur ordre de l'adjudant-général Muscar, une colonne de 200 soldats avec un canon sort du château d'Aux et se porte sur Rouans. D'après le rapport de l'adjudant-général Muscar, les républicains mettent en fuite les premiers insurgés qu'ils rencontrent grâce à leur canon. Cependant, les Vendéens constatent bientôt que leurs adversaires sont peu nombreux et contre-attaquent. Les républicains battent alors en retraite pour ne pas se retrouver enveloppés.

## Pertes
Selon Muscar, les pertes républicaines sont de 18 morts dont le commandant du détachement et deux autres officiers.
Cependant la victoire vendéenne est sans conséquences : le lendemain les troupes de l'adjudant-général Jordy, bien plus nombreuses, mettent en fuite les troupes de La Cathelinière et s'emparent de Port-Saint-Père qui est ainsi conquise par les Républicains.